# 새터데이 나이트 라이브
《새터데이 나이트 라이브》(Saturday Night Live, 약칭 SNL)는 미국의 텔레비전 코미디 및 버라이어티 쇼 프로그램이다.

## 역사
1975년 10월 11일 NBC에서 원제 "NBC의 토요일 밤(NBC's Saturday Night)"으로 첫 방송을 시작하였고, 브로드웨이 비디오(Broadway Video)와 SNL 스튜디오스(SNL Studios) 및 NBC가 공동 제작하는 이 프로그램은 제작자이자 현 총괄 프로듀서인 론 마이클스가 6 ~ 10시즌을 제외하고 전 방영 기간 동안 프로그램의 감독을 맡고 있으며, 2011년까지 37개 시즌으로 700편이 넘는 에피소드가 방영된 미국의 최장수 방송 프로그램이다. 프라임타임 에미 어워드 21회, 피바디 어워드 1회, 미국 작가 협회 3회 등 다수의 수상 기록을 올렸고, 2000년에는 국가 방송 협회 명예의 전당에 오르기도 했다. 2009년에는 에미상 13개 후보에 오름으로서 프로그램 총산 126회 후보 지명 기록으로, 텔레비전 프로그램 사상 최고의 에미상 후보 지명 대상이 된 것으로 알려졌다.

## 포맷
프로그램은 생방송으로 진행되며, 방송에 등장하는 코미디 스케치(sketch)들은 현 미국 정치 및 문화를 풍자하는 내용이 많고, 연기자들은 "황금시간대용이 아닌 출연진(Not Ready For Prime Time Players)"인 고정 멤버들과 더불어 "특별 출연진(Featured Players)"으로 알려진 신인급 멤버들로 구성되어 있다.
매주 방송에서는 오프닝 모놀로그와 함께 기존 출연진들과 호흡을 맞추며 코미디 연기를 선보이는 호스트가 등장하고, 이와 더불어 음악 게스트의 무대가 중간마다 삽입된다. 시즌 7을 제외하고, 프로그램의 시작은 주로 정치적 주제를 담아낸 콜드 오픈(cold open) 콩트로 진행되며, 이 콩트는 항상 극중 인물이 화면을 바라보며 "뉴욕에서의 생방송, 토요일 밤(Live from New York, it's saturday night)!"을 외치는 장면과 함께 갑작스럽게 끝난다.

## 국제 프랜차이즈
대한민국의 CJ E&M 방송사업부문 방송사 tvN은 NBC로부터 직접 새터데이 나이트 라이브의 판권을 수입하여 2011년 12월 3일부터 2017년 11월 18일까지 tvN에서 매주 토요일 밤 10시 20분에 방영되었다가, 그리고 2021년 9월 4일에 OTT서비스 플랫폼인 쿠팡플레이에서 공개하였다.
이외에도 일본, 브라질, 스페인, 이탈리아, 중동 등의 지역에서도 NBC의 라이센스를 구매해 세터데이 나이트 라이브를 진행하고 있다.
2014년 퀘벡에서도 SNL이 제작되어 방송되었다.